# Смирна (Делавер)
Смирна (англ. Smyrna) — місто (англ. town) в округах Кент і Нью-Касл штату Делавер США. Населення — 10 023 особи (2010).

## Географія
Смирна розташована за координатами 39°17′30″ пн. ш. 75°36′21″ зх. д. / 39.29167° пн. ш. 75.60583° зх. д. (39.291723, -75.605697).  За даними Бюро перепису населення США в 2010 році місто мало площу 15,56 км², з яких 15,35 км² — суходіл та 0,20 км² — водойми.

## Демографія
Згідно з переписом 2010 року, у місті мешкали 10 023 особи в 3696 домогосподарствах у складі 2609 родин. Густота населення становила 644 особи/км².  Було 4035 помешкань (259/км²).
Расовий склад населення:
| - 63,1 % — білих - 29,1 % — чорних або афроамериканців - 1,5 % — азіатів - 0,3 % — корінних американців - 2,1 % — осіб інших рас |

До двох чи більше рас належало 3,8 %. Частка іспаномовних становила 5,9 % від усіх жителів.
За віковим діапазоном населення розподілялося таким чином: 27,8 % — особи молодші 18 років, 60,2 % — особи у віці 18—64 років, 12,0 % — особи у віці 65 років та старші. Медіана віку мешканця становила 33,9 року. На 100 осіб жіночої статі у місті припадало 90,0 чоловіків;  на 100 жінок у віці від 18 років та старших — 83,9 чоловіків також старших 18 років.
Середній дохід на одне домашнє господарство  становив 70 451 долар США (медіана — 54 217), а середній дохід на одну сім'ю — 75 941 долар (медіана — 57 341). Медіана доходів становила 52 526 доларів для чоловіків та 37 329 доларів для жінок. За межею бідності перебувало 7,6 % осіб, у тому числі 6,3 % дітей у віці до 18 років та 10,8 % осіб у віці 65 років та старших.
Цивільне працевлаштоване населення становило 5199 осіб. Основні галузі зайнятості: роздрібна торгівля — 17,8 %, освіта, охорона здоров'я та соціальна допомога — 17,6 %, фінанси, страхування та нерухомість — 12,5 %, публічна адміністрація — 12,1 %.